# 多叶紫堇
多叶紫堇（学名：Corydalis polyphylla），为罂粟科紫堇属下的一个植物种。种加词 polyphylla 意为“多片叶子的”。